# OmniWeb
OmniWeb je webový prohlížeč vyvíjený The Omni Group pro operační systém Mac OS X.